# François-Guillaume Clairain des Lauriers
François-Guillaume Clairain des Lauriers, ou François-Guillaume Clairain Deslauriers, est un ingénieur-constructeur de la Marine, né à Rochefort le 13 février 1722, mort dans la même ville le 10 octobre 1780 .

## Biographie

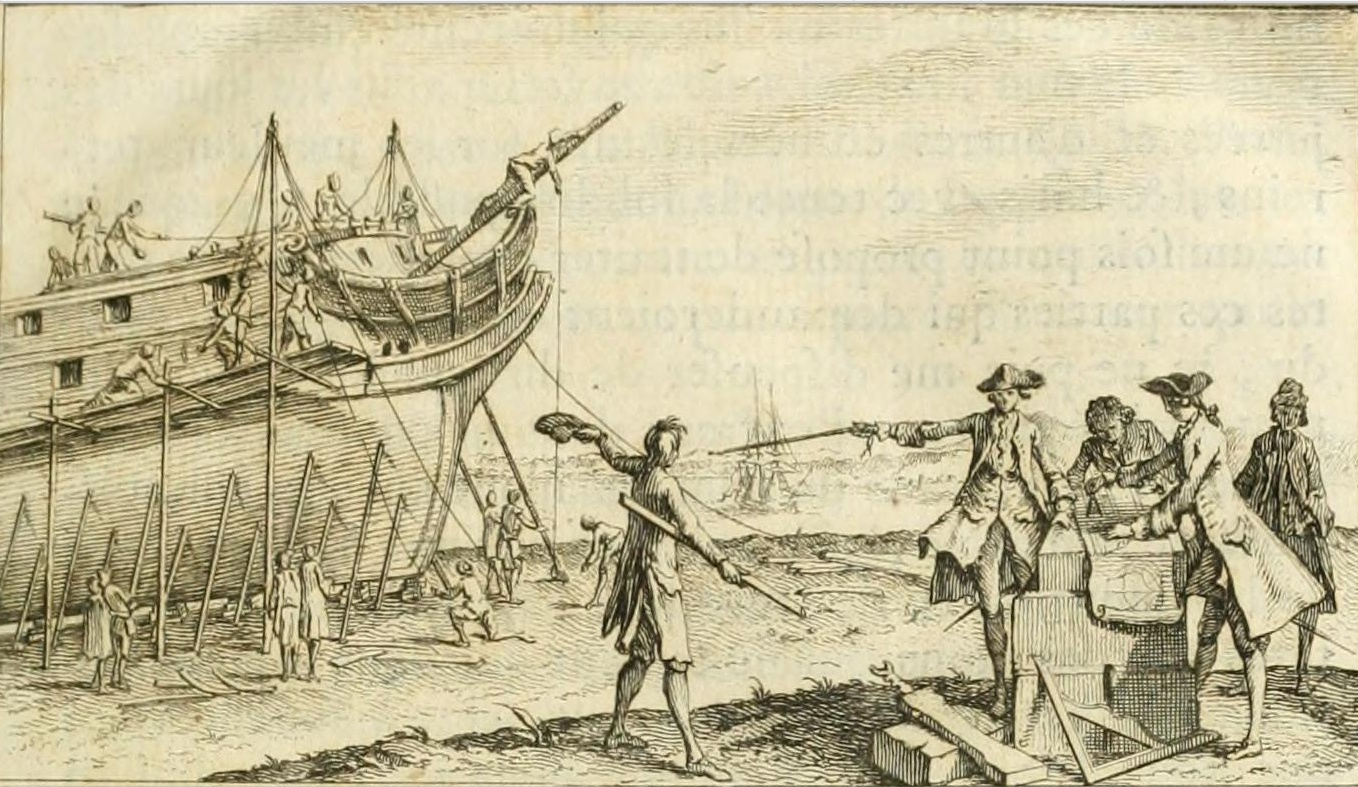
Ingénieurs de Marine sur un chantier naval au milieu du XVIIIe siècle. Dessin de Nicolas Ozanne.

Il est le fils de François Guillaume Clairain des Lauriers, conseiller au Conseil supérieur de la Louisiane, chirurgien-major des troupes royales à la Louisiane et à Saint-Domingue, et de Marie-Élisabeth Morineau.
Il a été élève-constructeur de la Marine à Rochefort à partir du 23 avril 1738, puis il a étudié les mathématiques à Paris sur l’ordre du comte de Maurepas de la fin de 1740 à la fin de 1741. 
Il est nommé à Brest au début de 1742, sous-constructeur de la Marine, le 1er juillet 1742, constructeur de la Marine le 1er juin 1747. Il revient à Rochefort en 1749, ingénieur constructeur en chef de la Marine des vaisseaux du roi, le 1er avril 1768.
Il a effectué en 1748 sur le vaisseau L’Intrépide des expériences destinées au calcul du métacentre de ce navire.
Il a été nommé membre ordinaire de l'Académie de Marine le 31 août 1752.
Il est anobli le 13 août 1765 après le lancement réussi du Ville de Paris, et a été reçu chevalier de l’ordre de Saint-Michel le 8 mai 1769.

## Principaux bâtiments de guerre construits par lui ou suivant ses plans

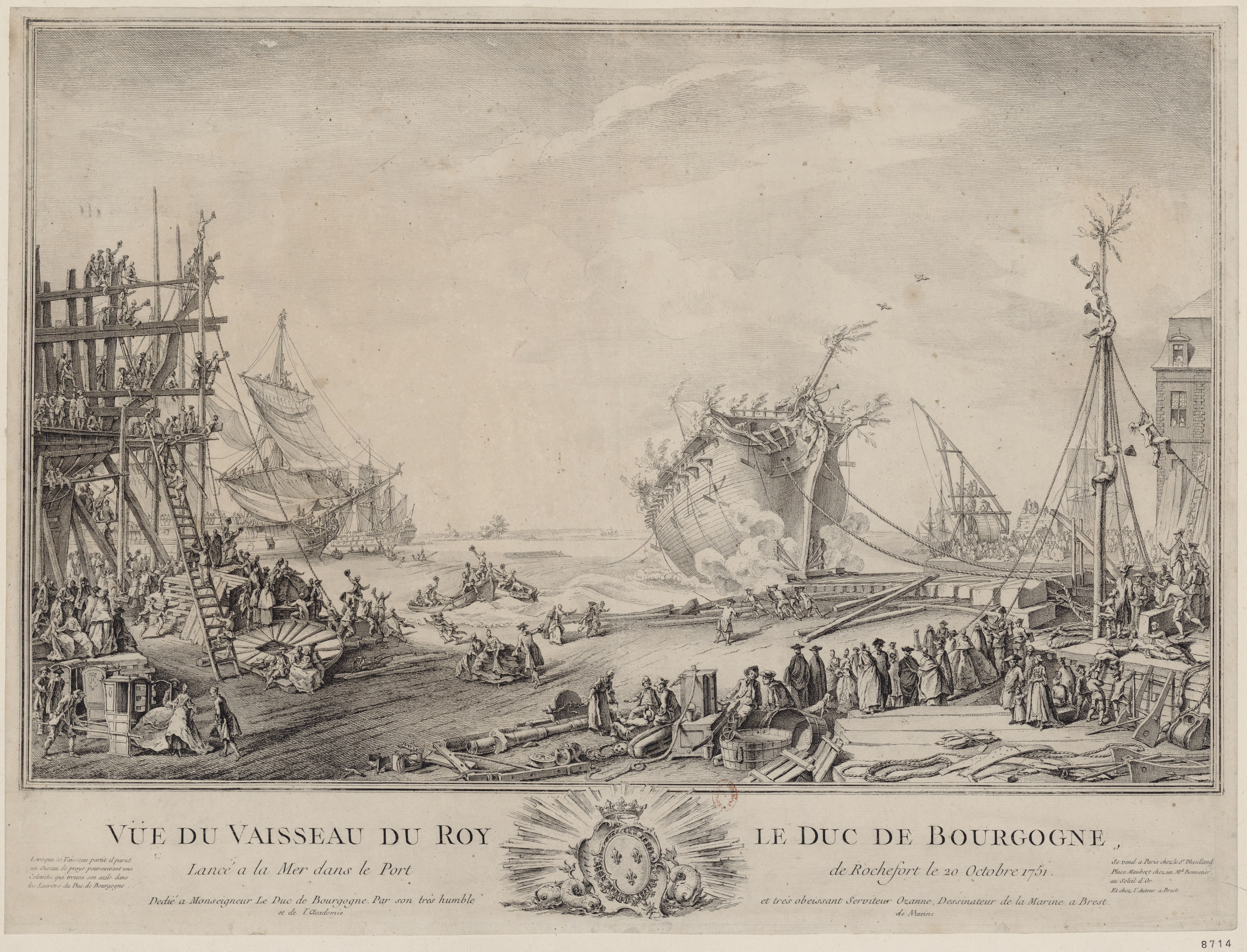
Le lancement du en 1751, grand deux-ponts conçu par Clairain des Lauriers.

- corvette de 14 canons la Valeur (1777-1778),
- corvette de 20 canons la Badine (1780),
- frégate de 32 canons la Renommée (1744-1745),
- frégate de 32 canons l’Oiseau (1767-1769),
- vaisseau de 64 canons le Protée (1746-1750),
- vaisseau de 64 canons l’Hercule (1747-1750),
- vaisseau de 64 canons le Capricieux (1752-1754),
- vaisseau de 74 canons le Glorieux (1753-1756),
- vaisseau de 74 canons l’Hercule (1778-1779),
- vaisseau de 74 canons le Pluton (1778-1779),
- vaisseau de 74 canons l’Argonaute (1779-1781),
- vaisseau de 74 canons le Brave (1779-1781),
- vaisseau de 80 canons le Duc de Bourgogne (1748-1752),
- vaisseau de 90 canons la Ville de Paris (1757-1764),
- vaisseau de 110 canons l’Invincible (1779-1780).